# Ealdred I av Northumbria
Ealdred I av Northumbria, död 933, var en engelsk monark. Han var kung av norra Northumbria i Bamburgh 913–933. 